# Berbenno di Valtellina
Berbenno di Valtellina é uma comuna italiana da região da Lombardia, província de Sondrio, com cerca de 4.180 habitantes. Estende-se por uma área de 35 km², tendo uma densidade populacional de 119 hab/km². Faz fronteira com Buglio in Monte, Cedrasco, Colorina, Fusine, Postalesio, Torre di Santa Maria.

## Demografia
| Variação demográfica do município entre 1861 e 2011                               |
|                                                                                   |
| Fonte: Istituto Nazionale di Statistica (ISTAT) - Elaboração gráfica da Wikipedia |